# ژاپن ترانس‌اوشن ایر
ژاپن ترانس‌اوشن ایر (به انگلیسی: Japan Transocean Air) یک شرکت هواپیمایی با کد یاتا NU است که در تاریخ ۲۰ ژوئن ۱۹۶۷ میلادی تأسیس شده است. دفتر مرکزی ژاپن ترانس‌اوشن ایر در ناها، اوکیناوا، استان اوکیناوا، ژاپن واقع شده‌است و قطب این شرکت هواپیمایی در فرودگاه ناها قرار دارد و به ۱۵ مقصد، پرواز انجام می‌دهد.